# 꼬마물떼새

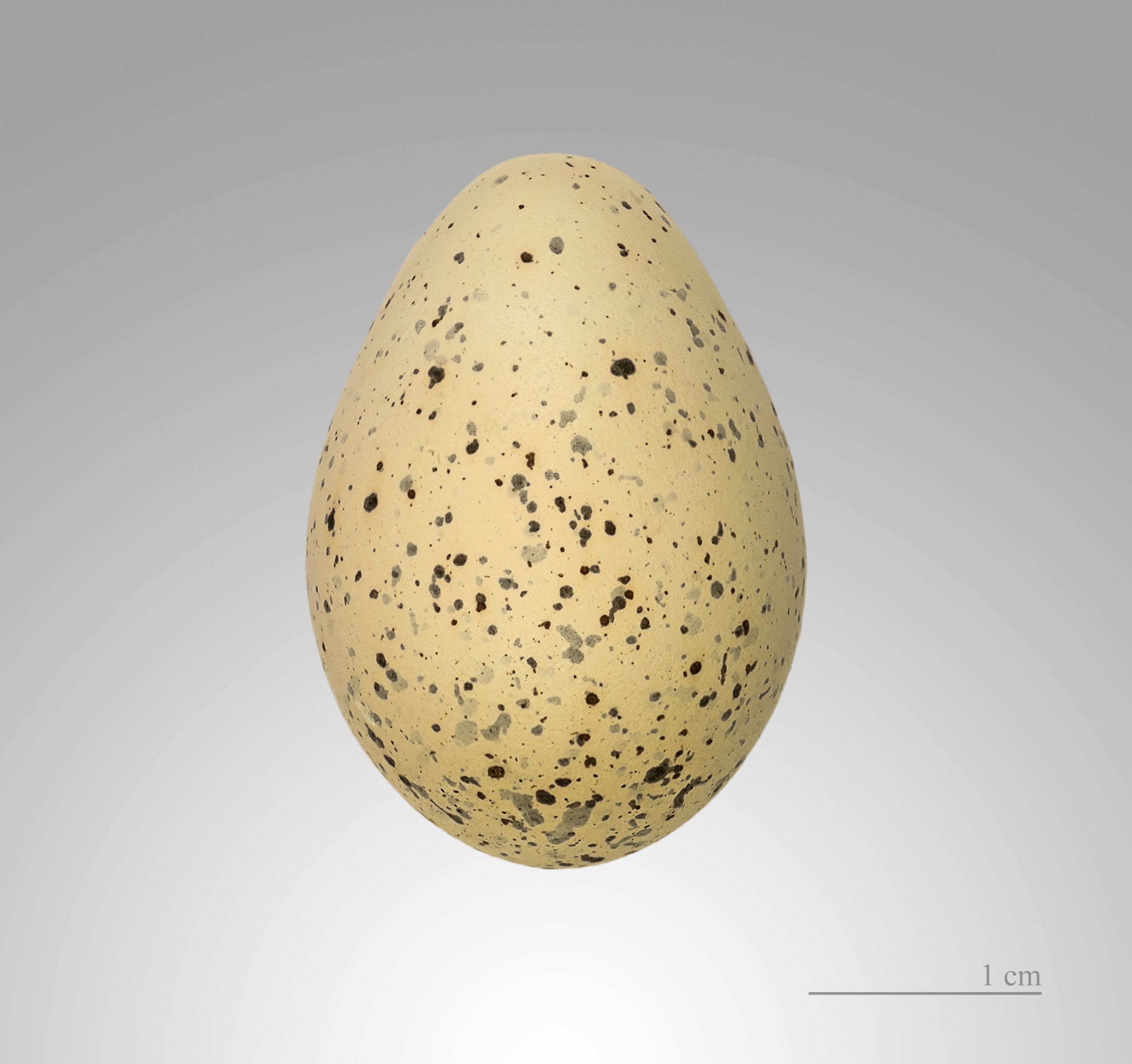
Charadrius dubius

꼬마물떼새(Charadrius dubius)는 도요목 물떼새과에 속하는 한 종으로, 꼬마물떼새는 봄에 한국에 날아와 10월까지 지낸다. 꼬마물떼새는 크기가 작지만 아주 빠른 새다.

## 생김새
꼬마물떼새는 뒷머리와 등은 회갈색이며, 배와 턱은 하얗다. 목덜미와 가슴 윗부분에 좁은 검은색 띠가 둘려져 있다. 이마에는 하얀 반점이 있다. 다리는 황갈색이며, 짧은 부리는 검은색이다. 까만 눈 주위에 노란색 테가 선명하다.

## 살아가는 모습

### 둥지
꼬마물떼새는 바닷가, 강가, 호숫가, 개울 등지에 산다. 여름철에는 짝짓기를 하고, 암수가 같이 살다가 그 밖의 시기에는 작은 무리를 지어 생활한다. 꼬마물떼새의 번식 기간은 4월에서 7월 사이다. 꼬마물떼새는 땅 위의 자갈밭이나 모래밭에 둥지를 짓는다. 알을 낳을 자리에는 작은 돌이나 풀 등을 깔아 준다. 때로는 움푹하게 파인 모래밭을 그대로 이용하는 경우도 있다. 암수가 함께 번갈아 가며 알을 품는다. 자갈밭에 둥지가 있어서 햇볕이 뜨거우면 강가에서 물을 적셔 알을 식혀 주기도 한다.

### 특이한 습성
꼬마물떼새는 모래 위에 만들어 놓은 둥지에 적이 다가오면 날개를 늘어뜨리고 마치 다친 것처럼 움직인다. 때로는 다리가 부러진 것처럼 절룩거릴 때도 있고, 힘이 없는 듯 보이게 할 때도 있다. 적은 이러한 연기에 속아 알을 포기하고 어미에게 다가간다. 일단 적이 자신에게 관심을 보이면 꼬마물떼새는 적을 계속 유인하며 알과 멀리 떨어뜨려 놓는다. 어미새의 이러한 행동은 알을 보호하기 위한 것이다. 꼬마물떼새의 둥지는 다른 새들처럼 나뭇가지 위나 높은 곳에 있는 것이 아니기 때문에 그만큼 위험에 노출해있다.